# Сотир Такев
Сотир Такев е български журналист и общественик от Македония.

## Биография
Сотир Такев е роден в 1876 година в Битоля. Поддържа приятелски връзки с Димитър Благоев. Отговорен редактор е на вестник „Югозападна България“. Ковчежник е на община Видин.
По-късно се занимава с кръчмарство и държи прочутият аперитив „Торино“ в София, разположен на улица „Леге“ № 12, който е и деликатесен магазин.
Умира в 1943 година в София.